# Łajs

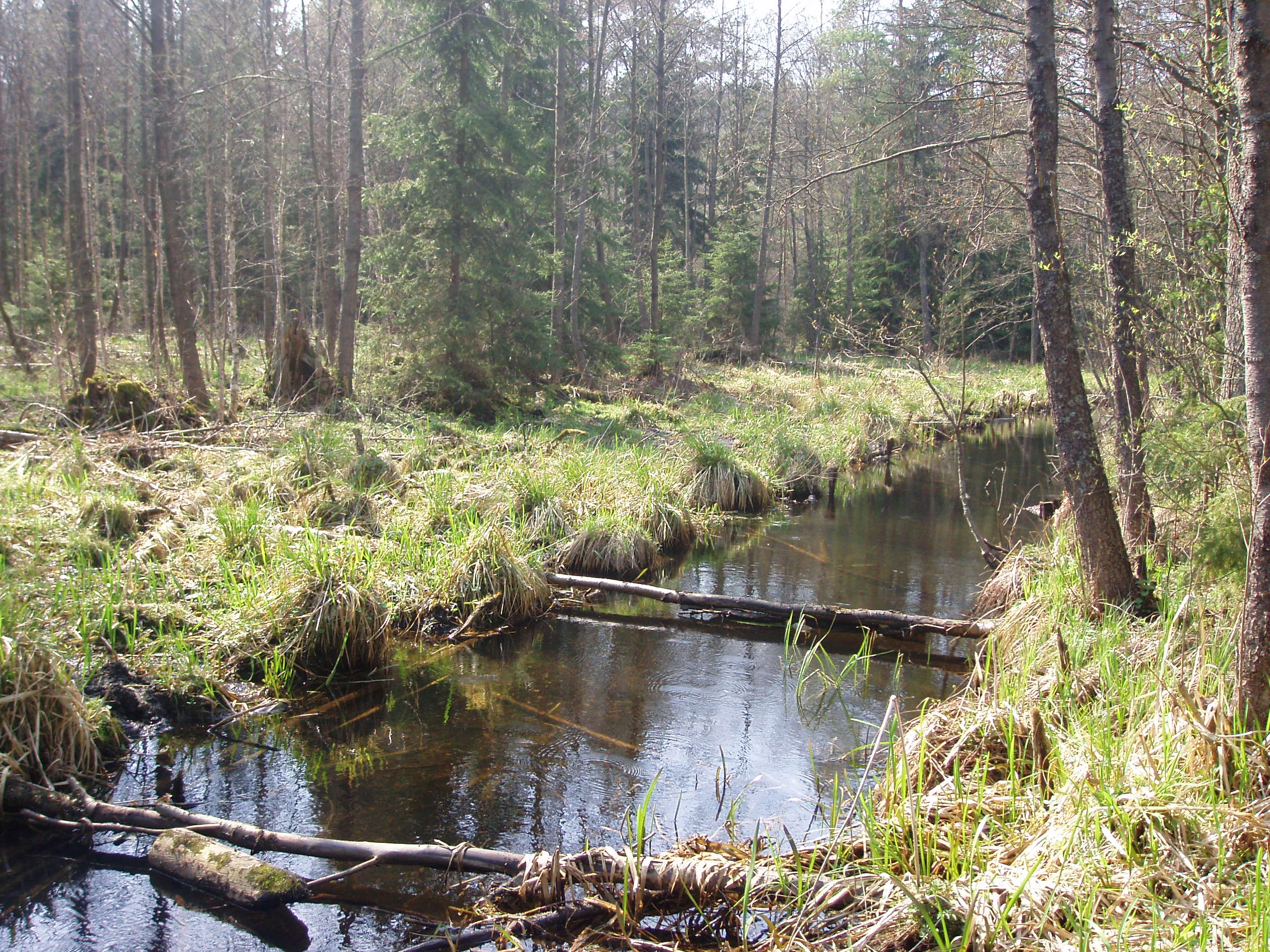
Strumień, wypływający ze stawu bobrowego, poniżej żeremi

Łajs (niem. Layß) – wieś w Polsce położona w województwie warmińsko-mazurskim, w powiecie olsztyńskim, w gminie Purda. W latach 1975–1998 miejscowość administracyjnie należała do województwa olsztyńskiego.
Wieś znajdująca się na obszarze dawnej Galindii przy granicy z Ziemią Sasinów. Nazwa wsi wywodzi się od pruskiego słowa lauks, oznaczającego osadę, pole (litewskie laukas). Tuż przy wsi przebiegała historyczna granica między Warmią a Mazurami. Obecnie to osada turystyczna z pensjonatem i gospodarstwami agroturystycznymi. W dawnym budynku szkoły wcześniej mieściło się schronisko turystyczne, obecnie pensjonat. Na skraju wsi dawny cmentarz ewangelicki, a tuż za wsią grób dwóch bezimiennych żołnierzy rosyjskich z pierwszej wojny światowej.
Przez Łajs przebiega rowerowa trasa (czerwona): Olsztyn, Szczęsne, Klewki, Kaborno, Nowa Wieś, Łajs, Małszewo oraz trasa piesza (szlak niebieski) wokół jeziora Kośno. Ciekawy szlak spacerowy prowadzi wokół zabagnienia utworzonego przez bobry oraz trasa spacerowo-rowerowa Łajs-Tylkowo-Małszewo-Łajs. W Łajsie rozpoczyna się także szlak kajakowy do Olsztyna (przez jezioro Kośno). Wieś graniczy z Rezerwatem Jezioro Kośno. W sąsiedztwie znajdują się: Jezioro Łajskie, Kośno, Kosienko (zatoka jeziora Kośno), Czerwonka Mała, kilka strumieni i zdegradowanych torfowisk wysokich.
W pobliżu wsi upolowany został ostatni ryś na Warmii i Mazurach. Obecnie liczne są jelenie a na początku XXI wieku osiedliły się bobry, w okolicach widoczne ślady obecności wilków. Bobry zbudowały żeremie na strumieniu śródleśnym, wpadającym do Jeziora Łajskiego. W kilku miejscach zbudowały tamy, powodując podtopienie fragmentu lasu oraz łąk. W wyniku tego na wcześniej osuszonym torfowisku rozpoczął się proces renaturyzacji. Ponownie osiedliły się ptaki wodnobłotne oraz licznie rozwijają się płazy.

## Historia

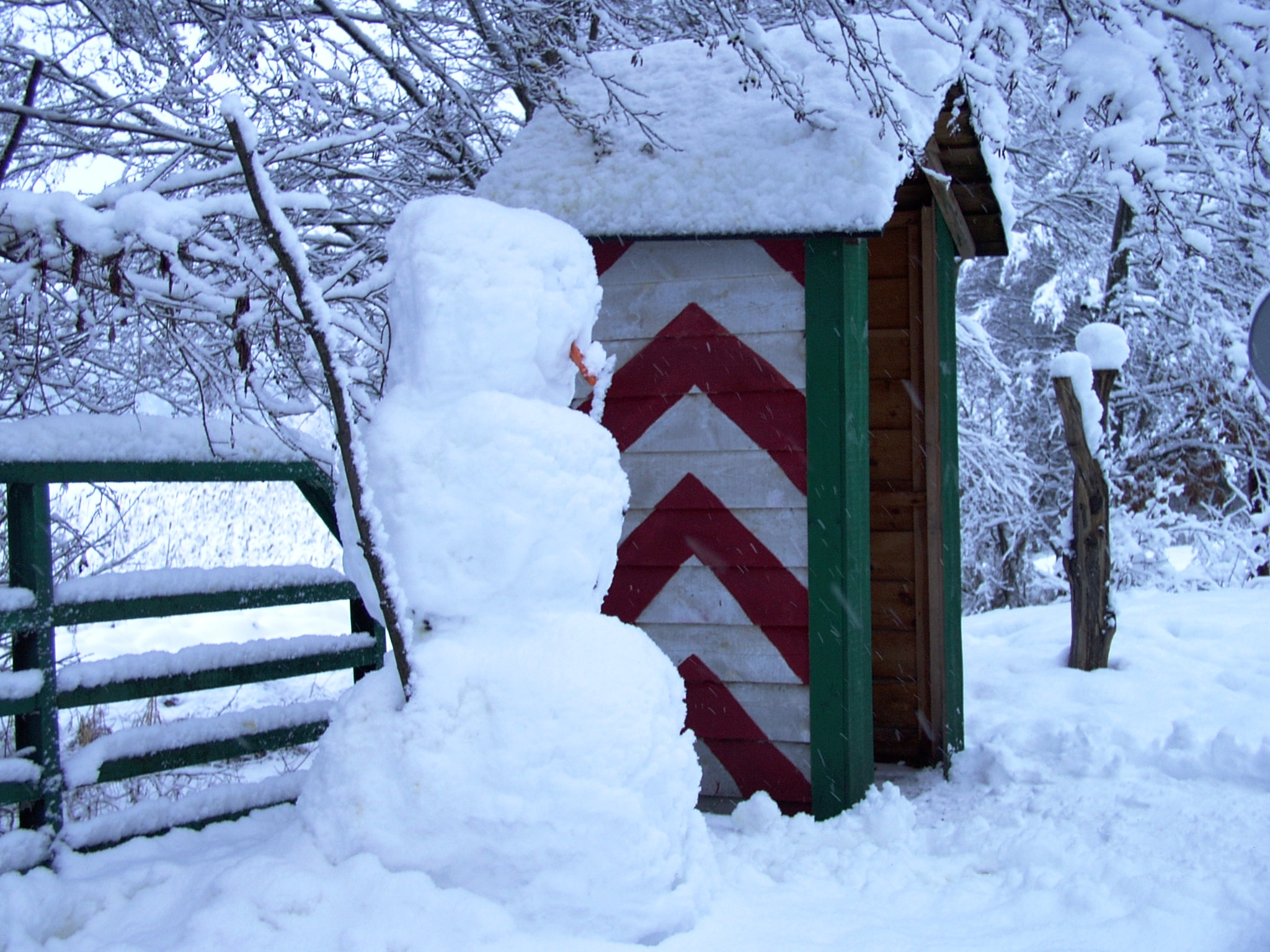
Łajs zimą, Granica Jedności

Wieś założona w 1708 roku, kiedy to zarząd lasów królewskich wystawił dokument lokacyjny sołtysowi Maciejowi Urbańskiemu. W 1756 roku we wsi mieszkał sołtys, karczmarz i jeden chłop. W 1785 r. we wsi było 10 domów. W XIX w. założono cmentarz wiejski (ewangelicki). W 1928 roku we wsi mieszkały 234 osoby, a poza zwartą zabudową (w kierunku na Nową Wieś) były cztery siedliska (mieszkali tam: Beyer, Pancerzyński, Rucha, Kij). Szkoła we wsi została wybudowana w 1905 r. a przedszkole w 1939 r. W 1935 r. zamieszkiwało tu 28 katolików (parafia w Butryny).
W 1954 r. wieś włączono do powiatu olsztyńskiego.
W 2004 roku, w momencie rozszerzenia Unii Europejskiej o nowe kraje członkowskie, w Łajsie odtworzono historyczną granicę między Warmią a Mazurami. W ramach projektu „Granica jedności” w 2004, 2005 i 2006 roku w weekendy majowe zorganizowano imprezy kulturalne (z udziałem władz samorządowych i kościelnych), ustawiono pamiątkowe tablice, stworzono symboliczne przejście graniczne, a także ustawiono pamiątkowy krzyż (w okresie wakacyjnym odbywają się pod krzyżem uroczystości religijne).